# Бетонг (город, Таиланд)
Бетонг (тайск. เบตง) — город в Таиланде.

## Название
Слово Бетонг является искажённым словом малайского языка означающего бамбук.

## География
Город находится в провинции Яла в южной части Таиланда примерно в 890 км к югу от Бангкока. Через город протекает река Бетонг.
Бетонг располагается вблизи границы Таиланда с Малайзией. Бетонг является также самым южным городом Таиланда.

## Население
По состоянию на 2018 год население города составляет 26 668 человек. Плотность населения — 341 чел/км². Численность женского населения (51,6 %) превышает численность мужского (48,4 %). Большинство являются малайцами, тайцами и китайцами
51,92 % населения исповедует буддизм, 47,75 % исповедует ислам и около 1,4 % исповедует другие религии, включая христианство.

## Экономика
Более 80 % населения Бетонга заняты в сельском хозяйстве. Также в городе развит туризм.

## Транспорт

### Дорожный
Через Бетонг проходит шоссе 410, которое начинается в Яле, и шоссе 76 из Перака, Малайзия.

### Воздушный
В январе 2022 года в 13 км от города был открыт аэропорт Бетонга. Аэропорт управляется компанией Department of Airports. Рассчитанный на 300 прибытий в час, аэропорт может обслуживать до миллиона пассажиров в год, принося району 3 миллиарда бат прибыли. Первой авиакомпанией, запустившей регулярные рейсы в Бетонг стала Nok Air.